# Конституционный суд Чешской Республики
Конституцио́нный су́д Чехии (чеш. Ústavní soud České republiky) — орган конституционного контроля Чешской Республики. Находится в Брно.

## История
Конституционный суд Чехословакии был впервые образован во времена первой Чехословацкой Республики. Первый период его существования был в промежутке между 1921 и 1931 годом. Суд имел ряд проблем, поскольку официально, институт конституционной жалобы заведён не был. В состав суда входило 7 судей, которые были избраны на 10 лет. Резиденция суда находилась в Праге. Деятельность суда в пору первой республики оценивается как незначительная и нечастая. По истечении срока полномочий первого состава суда, избрание судей не проходило 7 лет. Вторым периодом существования суда считается период с мая 1938 до марта 1939 года. Тем самым, суд просуществовал под конец первой Чехословацкой Республики, всю вторую Чехословацкую Республику и до образования Протектората Богемии и Моравии. Председателем суда был юрист и политик Ярослав Крейчи.
После окончания войны и принятия нескольких вариантов конституции (Конституция 1948 года и  Конституция 1960 года), институт конституционного суда восстановлен не был. Лишь в 1968 году, после принятия конституционного закона о Чехословацкой федерации Конституционный суд был восстановлен де-юре. Однако, он никогда не был сформирован и никогда не функционировал. Через два года после падения коммунистического режима, в 1991 году был учрежден Конституционный суд ЧСФР, который состоял из шести судей из Чехии и шести судей из Словакии. После разделения федерации, с 1993 года существует самостоятельный Конституционный суд Чешской Республики.

## Задачи
Основные положение о деятельности Конституционного суда и его судей регулируются Конституцией (Глава 4, статьи 83—87).
Конституционный суд даёт решение:
- об отмене законов или их отдельных положений, если они противоречат конституционному строю,
- об отмене иных правовых актов или их отдельных положений, если они противоречат конституционному строю или законам,
- по конституционным жалобам органов местного самоуправления на незаконное вмешательство государства,
- по конституционным жалобам на вмешательство органов государственной власти в гарантированные Конституцией основные права и свободы,
- об обжаловании решения о проверке избрания депутата или сенатора,
- по конституционному иску Сената против Президента в соответствии со статьей 65, пунктом 2 Конституции,
- на предложение Президента об отмене постановления Палаты депутатов и Сената в соответствии со статьей 66 Конституции,
- о мерах, необходимых для выполнения обязательного для Чешской Республики решения международного суда, если они не могут быть осуществлены иначе,
- о спорах о пределах компетенции государственных органов и органов местного самоуправления, если они не отнесены в соответствии с законом к другому органу,
- и иные.

## Председатели суда
- Зденек Кесслер (15 июля 1993 — 12 февраля 2003);
- Милош Голечек (17 марта — 15 июля 2003);
- Павел Рыхетский (6 августа 2003 — 6 августа 2023);
- Йосеф Бакса (6 августа 2023 — настоящее время)[3]